# Pillich László
Pillich László (Kolozsvár, 1951. augusztus 21. –) erdélyi magyar közgazdász, szociográfus, lapszerkesztő, politikus.

## Életútja
A Brassai Sámuel Elméleti Líceumban érettségizett (1970), a Babeș-Bolyai Egyetemen szerzett közgazdász oklevelet (1975). Porcelángyári tisztviselő (1975–80), 1980-tól az Igazság belső munkatársa (1988–89-ben a szerkesztőbizottság tagja is); a diktatúra bukása után a Szabadság főszerkesztő-helyettese (1989), az RMDSZ parlamenti képviselője (1990–92), a kolozsvári Heltai Gáspár Alapítvány alapító elnöke, a Heltai Könyvtár és Közművelődési Központ megszervezője és vezetője.

## Munkássága
Környezetgazdaságtani témájú első írását a Korunk közölte (1975). Cikkei A Hét, Ifjúmunkás, Utunk, Brassói Lapok, TETT, Művelődés hasábjain jelentek meg. A Változó valóság (1984) című Kriterion-tanulmánykötetben a kolozsvári magyar hóstáti közösség népesedésének szerkezeti alakulásáról értekezett Vetési Lászlóval és Vincze Zoltánnal; a TETT-ben (1980/3), az 1982-es Korunk Évkönyvben s a fiatal prózaírók Ajtók című antológiájában (1986) novellával jelentkezett. Jelentős szerepe volt az európai kisebbségi népcsoportokat tömörítő FUEV-vel való kapcsolatok kiépítésében; annak képviselőit több hazai kisebbségügyi konferencián ismertette meg a hazai közönséggel. A svájci Béke Alapítvány egy Bázelben tartott nemzetközi értekezletén 1995 szeptemberében Erdélyről mint interetnikus konfliktusövezetről tartott előadást, s időszerűen vetette fel az erdélyi kérdés jelentőségét Piramis (ok) árnyékában, avagy a polgári önépítés esélyei a mai Erdélyben című tanulmányában (Korunk 1995/11). Szervezésében zajlott le Kolozsvárt 1996. jan. 25–27-én a Soros Alapítvány segítségével egybehívott Kelet-közép-európai Konferencia, melynek magyar, német, román, bolgár, szorb kisebbségi előadói a kulturális identitást fenyegető szélsőségekkel szemben közös határozatban sürgették „a népcsoportok és különleges régiók, kulturális önszerveződések, az autonóm cselekvés nemzetközi jogi rendszerének kidolgozását”.
1990–1992 között az RMDSZ jelöltjeként a román parlament képviselője volt, ahol a gazdasági és környezetvédelmi bizottságok tagjaként tevékenykedett.
Munkái: 
- Városom évgyűrűi (Kolozsvár városszociológiája, Kriterion Könyvkiadó, 1985), Online hozzáférés
- Láda a pincében (novellák, karcolatok, Kriterion Könyvkiadó, 1987)
- Leírtam életem... címmel Vetési Lászlóval közösen összeállított kötet népi önéletírásokból (Kriterion Könyvkiadó, 1987).